# Edward Kienholz
Edward Kienholz, né le 23 octobre 1927 à Fairfield (Washington) et mort le 10 juin 1994, est  un artiste américain. Il appartient au mouvement artistique du pop art.

## Biographie
Né dans une famille de fermiers, Edward Kienholz fait des études classiques au Whithworth Collège de Spokane puis aux universités de Whitworth (en) et de Washington  mais pas de formation artistique. Après ses études, il exerce divers métiers : imprésario d'une troupe de danseurs, étalagiste, représentant en aspirateurs… À vingt-six ans, il s'installe à Los Angeles. À partir de 1954, il crée des œuvres avec de vieux morceaux de bois récupérés et cloués sur des panneaux, le tout peint de couleurs violentes à l'aide d'un balai.
En 1956, il fonde une galerie "Now Gallery" où seront exposés des artistes d'avant-garde. C'est dans ces années-là qu'il cesse de faire des peintures abstraites pour construire des installations environnementales composées de photographies, de vêtements, de meubles d'occasion récupérés ainsi que des chiffons, ferrailles, caoutchoucs, plastiques, fil de fer, plâtre, autos, instruments médicaux, pierres tombales. Tous ces éléments sont intégrés tels quels et de par leur assemblage Edward Kienholz signifie son opinion sur la violence, la guerre, l'exclusion sociale et raciale. 
Par exemple, pendant les Années 1960 les gens demandaient que l'avortement soit légalisé : il construit une pièce intitulée "l'opération illégale" qui montre le corps d'une femme confectionné dans un sac de toile de jute rempli de ciment attachée au dos d'un chariot de supermarché. Autour de cette femme sont disposés des seaux, des pots rouillés, des instruments chirurgicaux souillés posés sur une couverture en loque. Cette œuvre sur l'avortement est d'une violence extraordinaire et n'a pas son équivalent dans l'art contemporain[réf. nécessaire].  
Edward Kienholz obligeait l'Amérique des années 1960/70 à se regarder en face, elle ne lui pardonnera pas : il est interdit d'exposition dans les institutions culturelles. Il quitte alors les États-Unis pour s'installer en Europe où de grandes expositions lui seront consacrées. En 1977, une exposition  individuelle de ces œuvres a eu lieu au Centre national d'art et de culture Georges-Pompidou.
Les expositions avant 1972 sont de Edward Kienholz. Il s'associera par la suite avec Nancy Reddin Kienholz.  

## Œuvres
- 1961 : Night of Nights / Nuit des nuits, au Musée Ludwig, à Cologne.
- 1964-1965 : The Wait / L'attente, au Whitney Museum of American Art, à New York.
- 1965 : The Beanery, au Stedelijk Museum, à Amsterdam.
- 1968 : The Portable War Memorial / Monuments aux morts portable, au Musée Ludwig, à Cologne.
- 1969-1972 : Five Car Stud, exposé en 2012 à Louisiana, Danemark.
- 1980-1981 : Endless through a glass-house looking, 300 x 250 x 125 cm, musée de Grenoble.

## Expositions personnelles
- 2007 : "Haunch of Venison", London, England.
- 2005 : “Kienholz”, BALTIC, The Centre for Contemporary Art, Gateshead, England ; Museum of Contemporary Art, Sydney, Australia (2005-2006).
- 2003 : "Merry-Go-World or Begat By Chance and the Wonder Horse Trigger",  Boise Art Museum, Boise, Idaho.
- 2002 : “Tableaux”, Portland Art Museum, Portland, États-Unis (2002-2003).
- 2000 : “Seven T.V. Sculptures”, Boise Art Museum.
- 1996-97 : “Kienholz:  A Retrospective”, Whitney Museum of American Art, 1996 ; Museum of Contemporary Art, Los Angeles, 1996 ; Berlinische Galerie, 1997.
- 1996 :
- "Edward und Nancy Kienholz 'The Merry-Go-World'", Kunsthalle, Düsseldorf, Germany.
- "The Merry-Go-World Or Begat By Chance And The Wonder Horse Trigger and Mono-Series", Hugh Lane Municipal Gallery of Modern Art, Dublin, Ireland.
- 1994 :
- "76 J.C.s Led the Big Charade and Other Works" L.A. Louver, Venice, États-Unis
- “Humanity, the  Environment and the Future: an Exhibition of Contemporary Art, ” Sonje Museum of Contemporary Art, Kyongju, Korea.
- 1993 :"The Hoerengracht", Museum of Contemporary Art, San Diego, CA, (catalogue).
- 1992-93 :"The Merry-Go-World or Begat By Chance and the Wonder Horse Trigger", L.A. Louver, Venice, CA and Louver Gallery New York, NY(catalogue) ; Minneapolis Institute of Art, Minneapolis, MN; Museum of Fine Arts, Houston.
- 1990 :“Volksempfängers”, Venice Biennale, Italy.
- 1989 :
- "Edward and Nancy Kienholz: 1980's", Städtische Kunsthalle Dusseldorf, Germany and Museum Moderner Kunst, Vienna, Austria
- "The Caddy Court", The Art Museum of Santa Cruz County, CA; traveled to Memorial Union Art Gallery, University of California, Davis, CA.
- 1987 :
- "The Caddy Court, " L.A. Louver / Second Annual International Contemporary Art Fair, Los Angeles, CA ;
- “Meiden-Macht-Manipulation”, Kulturverein Zehntscheuer Rottenberg am Neckar, West Germany; Heidelberger Kunstverein.
- 1985 :“Human Scale, ” Walker Art Center, Minneapolis, MN ; Museum of Contemporary Art, Chicago, IL. "The 'Chicago' Art Show, " Museum of Contemporary Art, Chicago, IL
- 1984 :
- "Human Scale", San Francisco Museum of Modern Art, San Francisco, CA ; traveled to Contemporary Arts Museum Houston, (catalogue).
- "Kienholz in Context", Cheney Cowles Memorial Museum, Eastern Washington Memorial Society ; and Touchstone Center for the Visual Arts, Spokane, WA.
- 1983 : "The Kienholz Women", Galerie Maeght, Paris, France (catalogue par Viviane Forrester)
- 1982 :
- "Seven Television Sculptures", Art Museum of South Texas, Corpus Christi, Texas.
- "Sollie 17", Newport Harbor Art Museum, Newport Harbor, CA "Sollie 17" and "Tableaux, " The Contemporary Arts Center, Cincinnati, Ohio.
- 1981 :
- L.A. Louver Gallery, Venice, CA, Oct. 3 – Nov. 7
- “The Kienholz Women”, Galerie Maeght, Zurich, Switzerland
- 1979 :
- The Louisiana Museum, Humlebaek, Denmark
- "The Volksempfängers", Mannheim Kunstverein, Germany.
- 1977 : "The Art Show, 1963-1977", Musée National d'Art Moderne, Centre Georges Pompidou, Paris ; Städtische Kunsthalle, Düsseldorf, Germany; Galerie Folker Skulima, Berlin, Germany (catalogue by Pontus Hulten) .
- 1975 :"Roxys", Musée de la Ville, Strasbourg
- 1971 :
- “10 Tableaux”, Institute of Contemporary Art, London, England.
- “Kienholz: 1960-1970”, Städtische Kunsthalle, Düsseldorf, Germany.
- “Kienholz: Dix Tableaux”, Centre National d’Art Contemporain et Musée d'art moderne de la ville de Paris, France.
- “11 + 11 Tableaux”, Moderna Museet, Stockholm, Sweden (catalogue by Pontus Hulten)
- 1969 : Ateneumin Taidemuseo, Helsinki, Finland
- 1966 : "Edward Kienholz", Los Angeles County Museum of Art